# 雷德·斯克尔顿纪念大桥
雷德·斯克尔顿纪念大桥（英語：Red Skelton Memorial Bridge）是50号美国国道跨过沃巴什河的通道，位于印第安納州諾克斯縣縣治温森斯，以纪念美国广播和电视艺人雷德·斯克尔顿命名。